# 大鸚䲁
大鸚䲁（學名：Scartichthys gigas），為輻鰭魚綱鳚形目䲁科鸚䲁屬的一種，分布於東太平洋巴拿馬至智利海域，深度0至10公尺，本魚體延長側扁，頭部短鈍，鼻孔、頸背及眶上具有觸鬚，體色棕色，身體密佈不規則小深紅棕色斑點，上背部有一排白色小點，腹部有幾個大的白色斑點，眼睛後面有一個與瞳孔大小相當的黑色斑點，胸鰭基部褐色，有白色斑點，幼魚身上有8-10條不規則的條紋，頭部有淺色斑點，背鰭硬棘11-13枚、背鰭軟條16-18枚、臀鰭硬棘2枚、臀鰭軟條18-20枚，體長可達25.1公分，棲息在沿海水淺的岩礁區，以藻類、甲殼類及軟體動物為食，雌魚產附著性卵，雄魚有護卵行為，幼魚為浮游性，生活習性不明，可做為食用魚。